# 9Н210/9Н235
9Н210 і 9Н235 — радянські осколково-фугасні касетні бойові елементи (суббоєприпаси) для касетних боєприпасів. Вони доставляються до цілі різними касетними реактивними снарядами: 220-мм снаряд 9М27К установки БМ-27 «Ураган» містить 30 таких суббоєприпасів, а 300-мм снаряд 9М55К установки БМ-30 «Смерч» містить 72 таких суббоєприпасів.
Ззовні відрізнити 9Н235 і 9Н210 можна лише за маркуванням.

## Опис
Має форму циліндра 263 мм завдовжки, діаметром 65 мм. Кожен елемент 9Н235 має шість підпружинених пелюстків, які відкриваються після викидання бойових елементів із контейнера для розвороту контактним підривачем вниз.
У суббоєприпасах 9Н210 міститься вибухова речовина A-IX-10, а в суббоєприпасах 9Н235 — K-991. Обидві вибухові речовини виготовляються на основі гексогену (RDX). Суббоєприпас 9Н235 має два типорозміри готових уражальних елементів, нарізаних зі сталевого дроту (360 штук масою 0,5 - 0,75 г для ураження живої сили; 96 штук масою 4,5 г для ураження техніки), а суббоєприпас 9Н210 споряджається лише одним типорозміром елементів, що уражають (2 г). Для обох суббоєприпасів наводяться різні цифри сумарної чистої маси вибухової речовини, які варіюються від 270 до 320 г.
В обох суббоєприпасах 9Н210 і 9Н235 застосовується механічний підривник, а ударник діє як захватний пристрій на повзункові під бічним тиском пружини. Суббоєприпаси містять підривник ударної дії, який також містить круговий елемент піротехнічної затримки самознищення, розрахований на 110 секунд. Для суббоєприпасів 9Н210 і 9Н235 характерна висока частота неспрацювань.
Бойовий елемент 9Н235 перед вибухом підстрибує над землею для максимально ефективного розльоту елементів, що вражають в радіусі 100 м. У росіян за це отримав прізвисько «Попрыгунья».[джерело?]

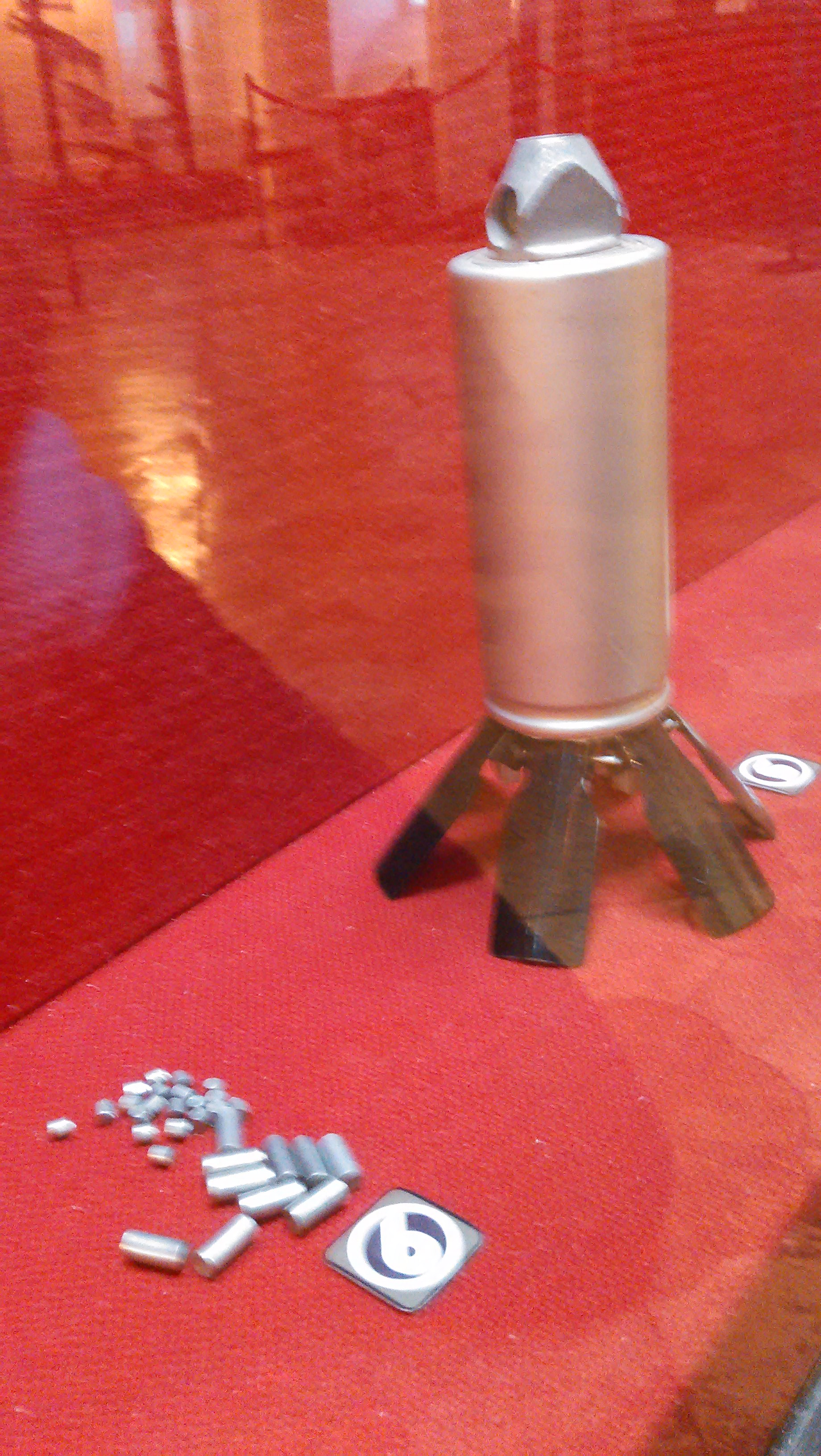
Боєприпас 9Н235, і два типи його уламків.
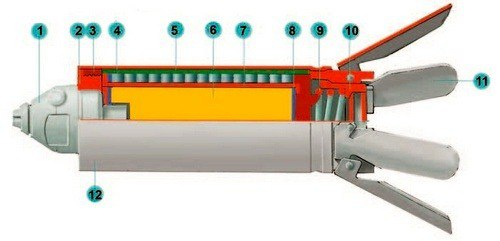
Конструкція боєприпаса.

## Тактико-технічні характеристики
|                          | 9Н210          | 9Н235                              |
| ------------------------ | -------------- | ---------------------------------- |
| Діаметр                  | 69 мм          | 69 мм                              |
| Довжина                  | 263 мм         | 263 мм                             |
| Маса                     | 1750 г         | 1750 г                             |
| Маса вибухової речовини  | 270—320 г      | 270—320 г                          |
| Тип вибухової речовини   | 9Х37 (А-IX-10) | K-991                              |
| Маса і кількість уламків | 2 г.           | 4,5 г (96 шт.) та 0,75 г (360 шт.) |
| Час самоліквідації       | 110 с          | 110 с                              |

## Контейнери

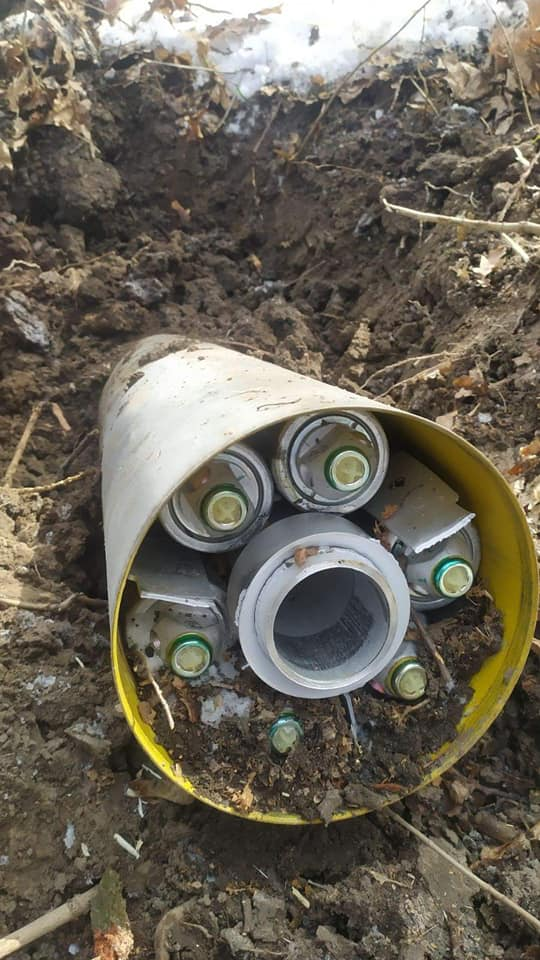
Укладка суббоєприпасів 9Н210/9Н235 всередині 220-мм ракети 9М27К від РСЗВ БМ-27 «Ураган».

Бойові елементи 9Н235 можуть бути споряджені у:
- 300 мм некерована реактивна ракета 9М55К РСЗВ БМ-30 «Смерч». Має дальність від 20 км … 70 км, несе 72 елемента. Довжина бойової частини — 2049 мм.
- 300 мм некерована реактивна ракета 9М525 РСЗВ «Смерч».
- 220 мм некерована реактивна ракета 9М27К (9М27К1) РСЗВ БМ-27 «Ураган». Може бути споряджена як 9Н210 так і 9Н235. Має дальність 10 км … 35 км, несе 30 елементів.

На фото та відео обидві ракети мають незначні зовнішні відмінності (окрім очевидної різниці в габаритах): розташування отворів для кріплення хвостових стабілізаторів (з однаковим інтервалом і розміром у «Смерча» і неоднакового розміру й інтервалу в «Урагану») та отвори для порохових газів вишибного заряду в контейнері бойової частини (в бічних балках в «Смерча» та в центральній балці в «Урагану»).

## Бойове застосування

### Російсько-українська війна
Касетні реактивні снаряди, споряджені елементами 9Н235 та 9Н210, інтенсивно застосовувались від самого початку російсько-української війни в 2014 році. Оглядачі неодноразово помічали свідчення їхнього застосування обома сторонами війни на сході України.
Так само інтенсивно їхнє застосування відбувалось з початком російського повномасштабного вторгнення в лютому 2022 року. Зафіксовано численні випадки застосування касетних снарядів по населених районах міст та жертви серед цивільного населення.
Вже 25 лютого, на другий день великої війни, російські війська вторгнення обстріляли Харківську обласну дитячу лікарню № 1 та Центр служби крові в Харкові на вулиці Клочківській). Загинув один чоловік, котрий разом з родиною чекав на свою чергу здати кров. Того ж 25 лютого боєприпасами 9Н210 або 9Н235 була обстріляна Охтирка, зокрема був уражений дитячий садок «Сонечко», де загинуло 3 мирних жителя, з яких 1 — дитина.
У червні 2022 року Amnesty International оприлюднила звіт щодо застосування касетних боєприпасів, зокрема 9Н210 і 9Н235. В одному лише Харкові, за звітом, Росія убила десятки мирних мешканців подібними боєприпасами.

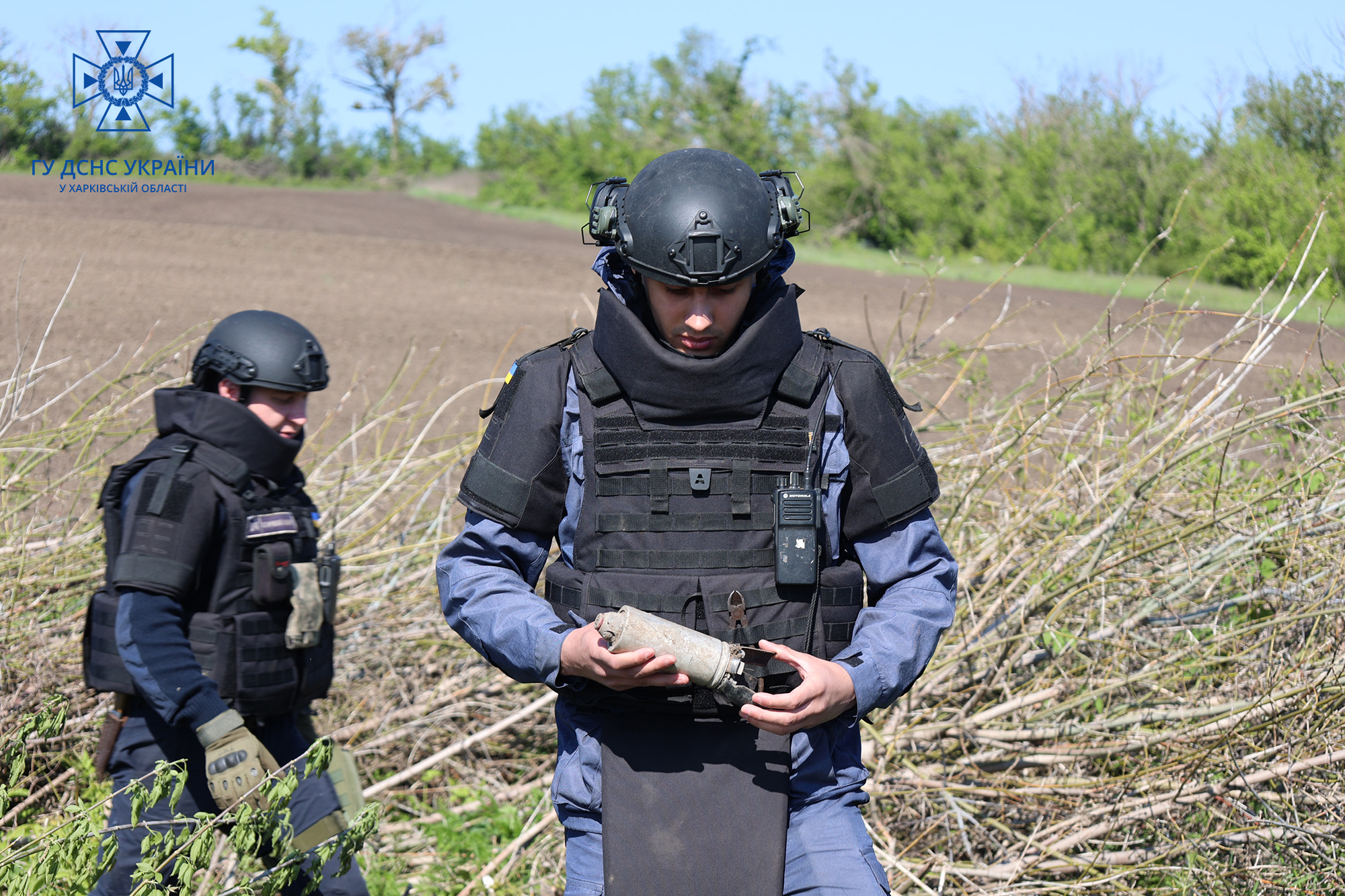
Співробітник ДСНС і боєприпас 9Н210 або 9Н235. Харківська область, 2023.
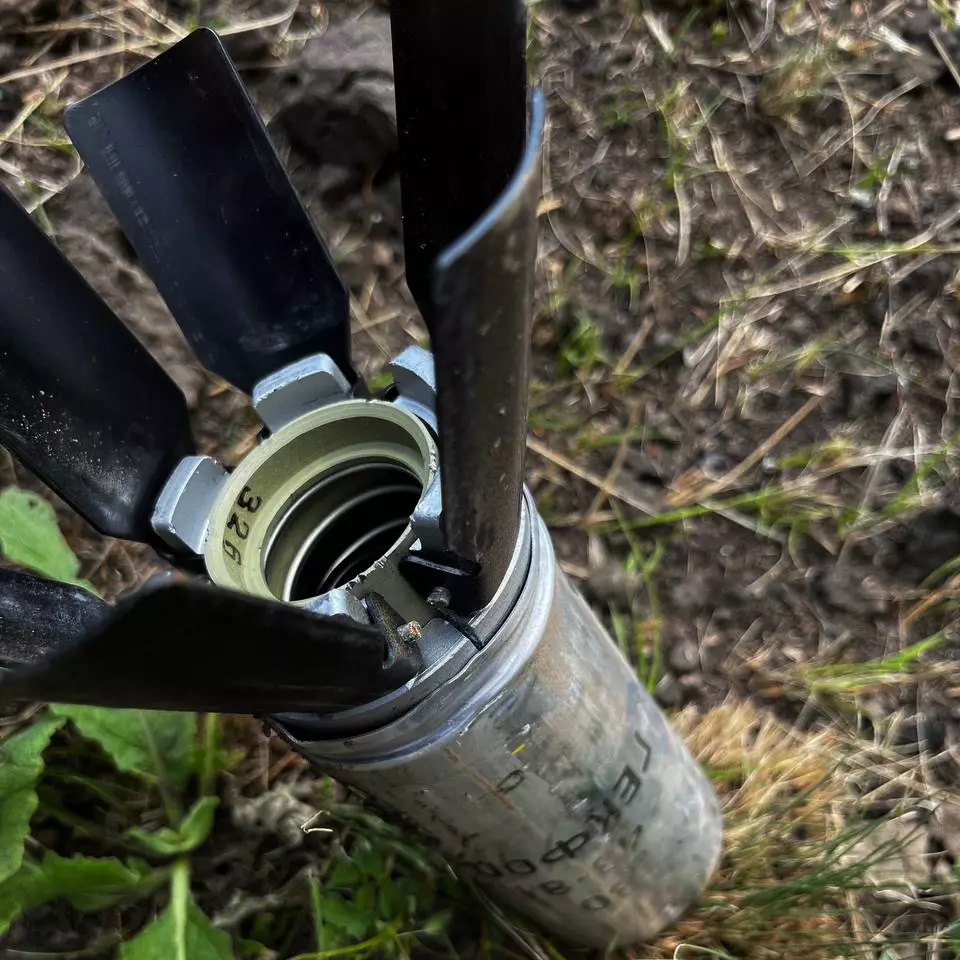
Нерозірваний боєприпас 9Н210 або 9Н235. Миколаївська область, липень 2022.